# Watsons Bay
Watsons Bay ist ein Vorort von Sydney an einer gleichnamigen Bucht im Port Jackson. Watsons Bay liegt rund 11 km nordöstlich des Stadtzentrums von Sydney und ist Bestandteil des Verwaltungsbezirks Woollahra. Die Bucht liegt auf der Innenseite der Landzunge, die den südlichen Teil der Mündung des Sydney Harbour in den Pazifik bildet.

## Landschaftliche Sehenswürdigkeiten

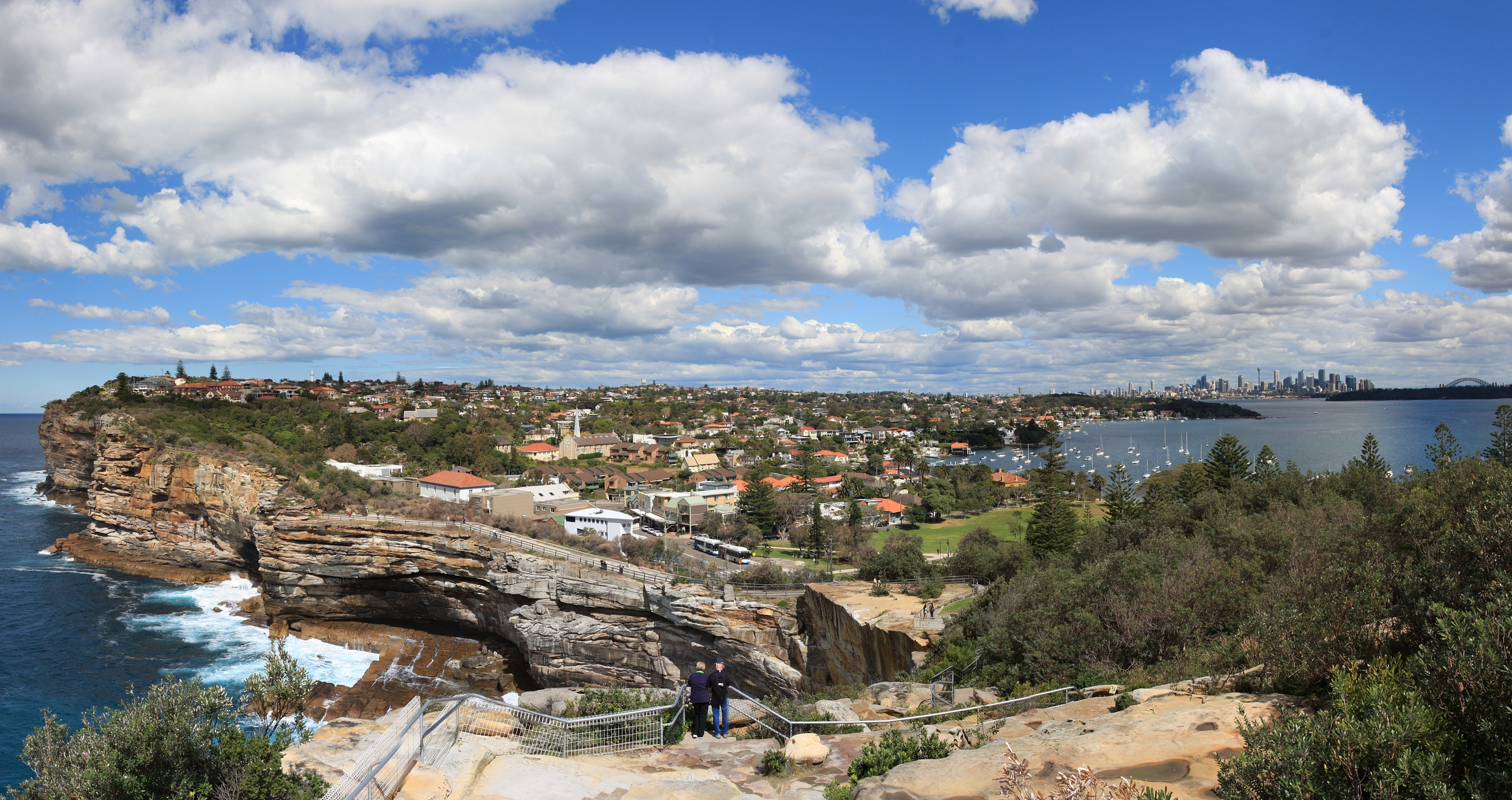
Gap Bluff

Vom Strand aus bietet sich in westlicher Richtung ein malerischer Blick über den Hafen zur Skyline von Sydney und zur Harbour Bridge. Steigt man vom Strand aus in östlicher Richtung wenige hundert Meter weit den Hügel empor, so erreicht man den senkrechten Absturz der Felsenklippen zum Pazifik. Die Klippe über der Felsenbucht, Gap Bluff oder kurz The Gap genannt, bietet spektakuläre Ausblicke über den Pazifik und die Brandung am Fuße der Felsen. Richtung Norden sieht man die Hafeneinfahrt und jenseits davon die Halbinsel von Manly.
Die Busch- und Heidevegetation auf den Klippen bietet farbenprächtige Blüten, und in den Nischen und Absätzen der Felsen nisten Seevögel und Kakadus. Weite Gebiete oberhalb der Klippen mit den darin verlaufenden naturkundlichen Pfaden sind Bestandteil des Sydney-Harbour-Nationalparks.

## Tourismus
Insbesondere an arbeitsfreien Tagen ist die Bucht ein beliebtes Ausflugsziel. Sie bietet, neben den genannten landschaftlichen Anziehungspunkten, einige sandige, kinderfreundliche brandungsfreie Badestrände und einen offiziellen Nacktbadestrand, sowie Ankerplatz für etliche Segel- und Motorboote. In bester Lage direkt an der Strandpromenade befindet sich das 1885 eröffnete Doyles, eines der renommiertesten Restaurants von Sydney, das für sich in Anspruch nimmt, das älteste seafood restaurant Australiens zu sein. Die schattigen Plätze im Park hinter der Strandpromenade sind beliebte Picknickstellen.

## Besiedlung
Der Ort, eine begehrte Wohnlage, besteht im Wesentlichen aus Ein- und kleinen Mehrfamilienhäusern.

## Verkehr
Die Hafenfähre benötigt knapp 30 Minuten vom zentralen Knotenpunkt Circular Quay bis Watsons Bay. Sie verkehrt allerdings nur tagsüber, etwa im Dreiviertelstunden-Rhythmus. Außerhalb der Verkehrszeiten der Fähre gelangt man mit regelmäßig und häufig verkehrenden Bussen binnen 45 Minuten vom Circular Quay zur Bucht.

## Geschichte
Watsons Bay ist benannt nach Robert Watson (1756–1819), der 1811 zum Hafenmeister von Sydney ernannt wurde. Anfangs war Watsons Bay ein allein stehendes Fischerdorf. 1857 erlangte der Ort traurige Berühmtheit durch eine Schiffstragödie: Die Führung eines Schiffes namens Dunbar verwechselte die Felsbucht des Gap mit der Einfahrt des Sydney Harbour. Das Schiff zerschellte an den Klippen, 121 Menschen verloren ihr Leben.
Etwa 1860 setzte die Entwicklung als Badestrand und touristischer Anziehungspunkt ein. 
Etwa ab 1870 verhinderte die militärische Bedeutung des Ortes für Jahrzehnte die weitere Entwicklung. Der Felsenkopf südlich der Hafeneinfahrt spielte eine Schlüsselrolle für die Verteidigung des Hafens und damit der Stadt. 1895–1941 besetzte die Artillerieschule der australischen Armee diese Stellungen. 1942 nahm die australische Marine sie in Besitz. 1942 wurde das eine Ende eines U-Boot-Schutznetzes am Green Point in Watsons Bay befestigt. Das Netz wurde nach dem Krieg zerstört; vom alten Windenhaus, von dem aus es bedient wurde, sind nur noch die Grundmauern erhalten. Auch heute noch beherbergt ein Teil des Geländes das Marine-Trainingszentrum HMAS Watson.
In moderner Zeit sind die Klippen von Gap Bluff ein berüchtigter Brennpunkt für Suizide geworden.

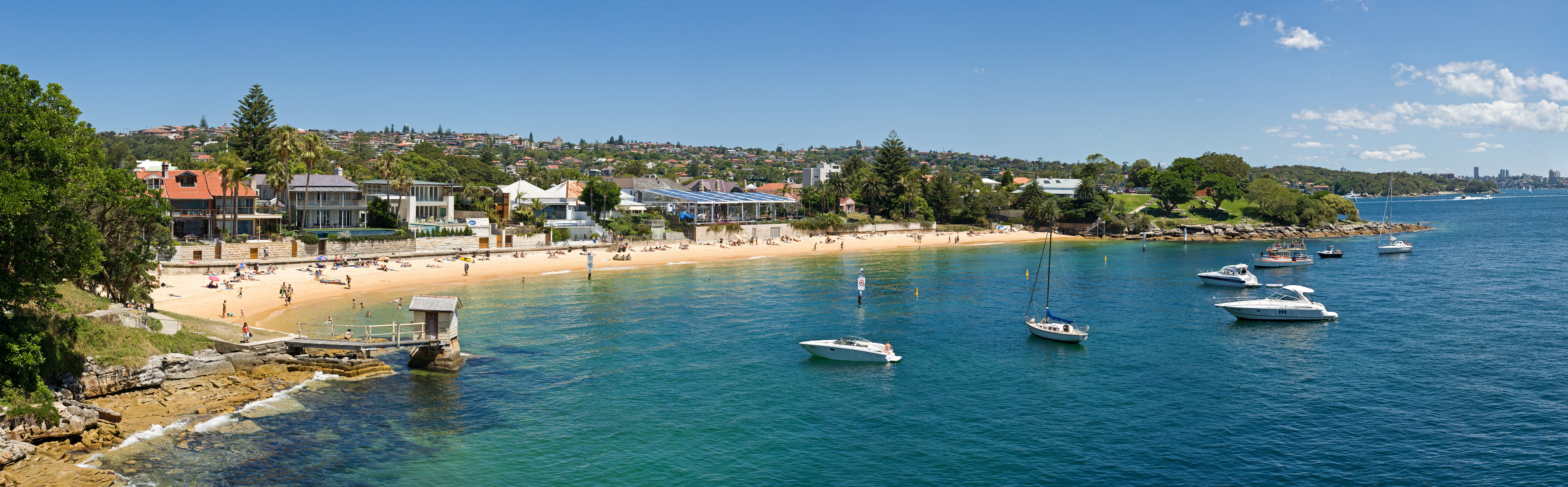
Watsons Bay